# Мухтар Тлеуберді
Мухтар Тлеуберді (каз. Мұхтар Бескенұлы Тілеуберді, 30 червня 1968, с. Аксу, Сайрамський район, Чимкентська область) — казахстанський дипломат. Міністр закордонних справ Казахстану (2019—2022).

## Біографія
Народився 30 червня 1968 року в селі Аксу, Сайрамського району, Чимкентської області. У 1990 році закінчив Казахський державний університет ім. С. М. Кірова, філософський факультет. Володіє казахською, російською, англійською, корейською, японською мовами. Стажувався Інституті країн Азії та Африки при Московського державного університету імені М. В. Ломоносова (РФ) та в Інституті лінгвістики при Університеті Енсе (м. Сеул, Південна Корея);
У 1993—1996 рр. — Аташе, третій секретар Управління країн Азії;
У 1996—1999 рр. — Третій, другий секретар Посольства Республіки Казахстан у Республіці Корея;
У 1999—2000 рр. — Перший секретар Департаменту Азії, Близького Сходу та Африки, начальник відділу Департаменту двостороннього співробітництва;
У 2000—2001 рр. — Радник Державного секретаря з міжнародних питань в Адміністрації Президента Республіки Казахстан;
У 2001—2003 рр. — Радник Посольства Республіки Казахстан у Державі Ізраїль;
У 2003—2004 рр. — Віцеміністр закордонних справ Республіки Казахстан;
У 2004—2009 рр. — Посол Казахстану у Малайзії;
У 2005—2009 рр. — Посол Казахстану в Республіці Індонезія, Бруней Даруссаламі та Республіці Філіппіни за сумісництвом;
У 2009—2016 рр. — Посол Казахстану у Швейцарії, Надзвичайний та Повноважний Посол Республіки Казахстан у князівстві Ліхтенштейн, Державі Ватикан за сумісництвом;
У 2016—2019 рр. — Перший заступник Міністра закордонних справ Республіки Казахстан;
З 18 вересня 2019 року — Міністр закордонних справ Республіки Казахстан.

## Дипломатичний ранг
- Надзвичайний і Повноважний Посол.